# 中国工农红军第八军团
中国工农红军第八军团，简称红八军团，中国工农红军主力部队之一。1934年9月在江西省兴国县成立，长征途中被击溃，撤消番号。

## 历史
1934年9月21日，根据中共中央军委命令，红21师（61团、62团、63团）和中央警卫师（改称红23师，辖67、68、69团）在中央苏区兴国县良村雄岭下合编组成红八军团，军团长周昆、中央代表刘少奇、政治委员黄。军团参谋长兼21师参谋长唐浚，继任参谋长张云逸（代理）、毕占云。军团政治部主任兼21师政治部主任罗荣桓。共8000余人。下辖
- 第21师：师领导由军团领导兼任；
- 第23师：师长孙超群、政治委员李干辉。

9月29日，红八军团21师、23师退守兴国县古龙冈以北的天子嵊、镇寇塔、歼飞坡地区，阻击薛岳指挥的国军。10月7日，中革军委主席朱德电令红八军团务必于9日撤离古龙冈，经社富开往于都县。红八军团边打边撤，于9日中午抵达古龙冈圩。10日，古龍岡戰鬥后红21师撤退。此后，红八军团在社富集结休整，作为中央红军右翼后卫，在于都县孟口渡江，开始长征。
红八军团参加长征时，经过补充已有万余人。红八军团跟随红三军团在中央纵队左翼行进。在过湘江时，从水车镇到全州青龙山与桂系主力遭遇战，红八军团被击溃，在红五军团第13师支援下收拢了红八军团溃散人员。随后在凤凰嘴渡口过湘江，遭到桂系与敌空军猛烈突击。过了江的只有军团机关和少数战斗部队，红八军团只剩下1200多人。12月18日黎平会议后，中共中央决定撤销红八军团番号，余部并入红五军团。

## 备注
1. ↑  1934年8月25日，江西赣南独立团改为63团，与61团、62团组建成红21师
2. ↑  长征不久被错杀